# Queens Park Rangers Football Club 2019-2020
Questa voce raccoglie le informazioni riguardanti il Queens Park Rangers Football Club nelle competizioni ufficiali della stagione 2019-2020.

## Maglie e sponsor[1]
| Casa | Trasferta |

Sponsor ufficiale: Royal Panda
Fornitore tecnico: Erreà

## Rosa
Aggiornata al 29 giugno 2020.
| N. |                        | Ruolo | Calciatore      |
| -- | ---------------------- | ----- | --------------- |
| 1  | Inghilterra (bandiera) | P     | Joe Lumley      |
| 2  | Inghilterra (bandiera) | D     | Todd Kane       |
| 3  | Scozia (bandiera)      | D     | Lee Wallace     |
| 4  | Inghilterra (bandiera) | D     | Grant Hall      |
| 5  | Stati Uniti (bandiera) | D     | Geoff Cameron   |
| 7  | Inghilterra (bandiera) | C     | Marc Pugh       |
| 8  | Inghilterra (bandiera) | C     | Luke Amos       |
| 9  | Inghilterra (bandiera) | A     | Jordan Hugill   |
| 10 | Inghilterra (bandiera) | A     | Eberechi Eze    |
| 11 | Inghilterra (bandiera) | C     | Josh Scowen     |
| 12 | Inghilterra (bandiera) | D     | Dominic Ball    |
| 14 | Irlanda (bandiera)     | C     | Ryan Manning    |
| 17 | Irlanda (bandiera)     | A     | Olamide Shodipo |
| 18 | Inghilterra (bandiera) | A     | Aramide Oteh    |

| N. |                             | Ruolo | Calciatore          |
| -- | --------------------------- | ----- | ------------------- |
| 19 | Marocco (bandiera)          | C     | Ilias Chair         |
| 20 | Nigeria (bandiera)          | C     | Bright Osayi-Samuel |
| 21 | Bermuda (bandiera)          | A     | Nahki Wells         |
| 22 | Spagna (bandiera)           | D     | Àngel Rangel        |
| 23 | Irlanda (bandiera)          | D     | Conor Masterson     |
| 24 | Sierra Leone (bandiera)     | D     | Osman Kakay         |
| 26 | Inghilterra (bandiera)      | C     | Faysal Bettache     |
| 27 | Danimarca (bandiera)        | A     | Marco Ramkilde      |
| 29 | Francia (bandiera)          | D     | Yoann Barbet        |
| 30 | Irlanda del Nord (bandiera) | C     | Charlie Owens       |
| 32 | Scozia (bandiera)           | P     | Liam Kelly          |
| 33 | Inghilterra (bandiera)      | P     | Dillon Barnes       |
| 40 | Inghilterra (bandiera)      | D     | Joe Gubbins         |
| 47 | Inghilterra (bandiera)      | C     | Jack Clarke         |

### Staff tecnico
| Ruolo                | Nome           | Nazionalità |
| -------------------- | -------------- | ----------- |
| Presidente           | Amit Bhatia    | India       |
| Direttore sportivo   | Les Ferdinand  | Inghilterra |
| Direttore tecnico    | Chris Ramsey   | Inghilterra |
| Allenatore           | Mark Warburton | Inghilterra |
| Allenatore in 2ª     | Matt Gardiner  | Inghilterra |
| Allenatore portieri  | Gavin Ward     | Inghilterra |
| Allenatore Giovanili | Lee Hayes      | Inghilterra |